# Chapelle Saint-Nicolas-des-Eaux de Pluméliau
Pour les articles homonymes, voir Chapelle Saint-Nicolas.
La Chapelle Saint-Nicolas-des-Eaux, du XVIe siècle, est située sur la commune de Pluméliau, en Bretagne.

## Localisation
La chapelle est située dans le département français du Morbihan, sur la commune de Pluméliau (désormais Pluméliau-Bieuzy), au lieu-dit "Saint-Nicolas des Eaux".

## Protection
La Chapelle Saint-Nicolas-des-Eaux, fait l'objet d'une inscription au titre des monuments historiques par arrêté du 13 février 1928.

## Description
Chapelle en forme de croix. Au chevet, fenêtre à trois fleurs de lys.
Sablières dans le chœur et les transepts avec sculpture naïve.
Dans le côté sud, une porte avec accolade. Deux crânes sont encastrés dans le mur nord de la chapelle.

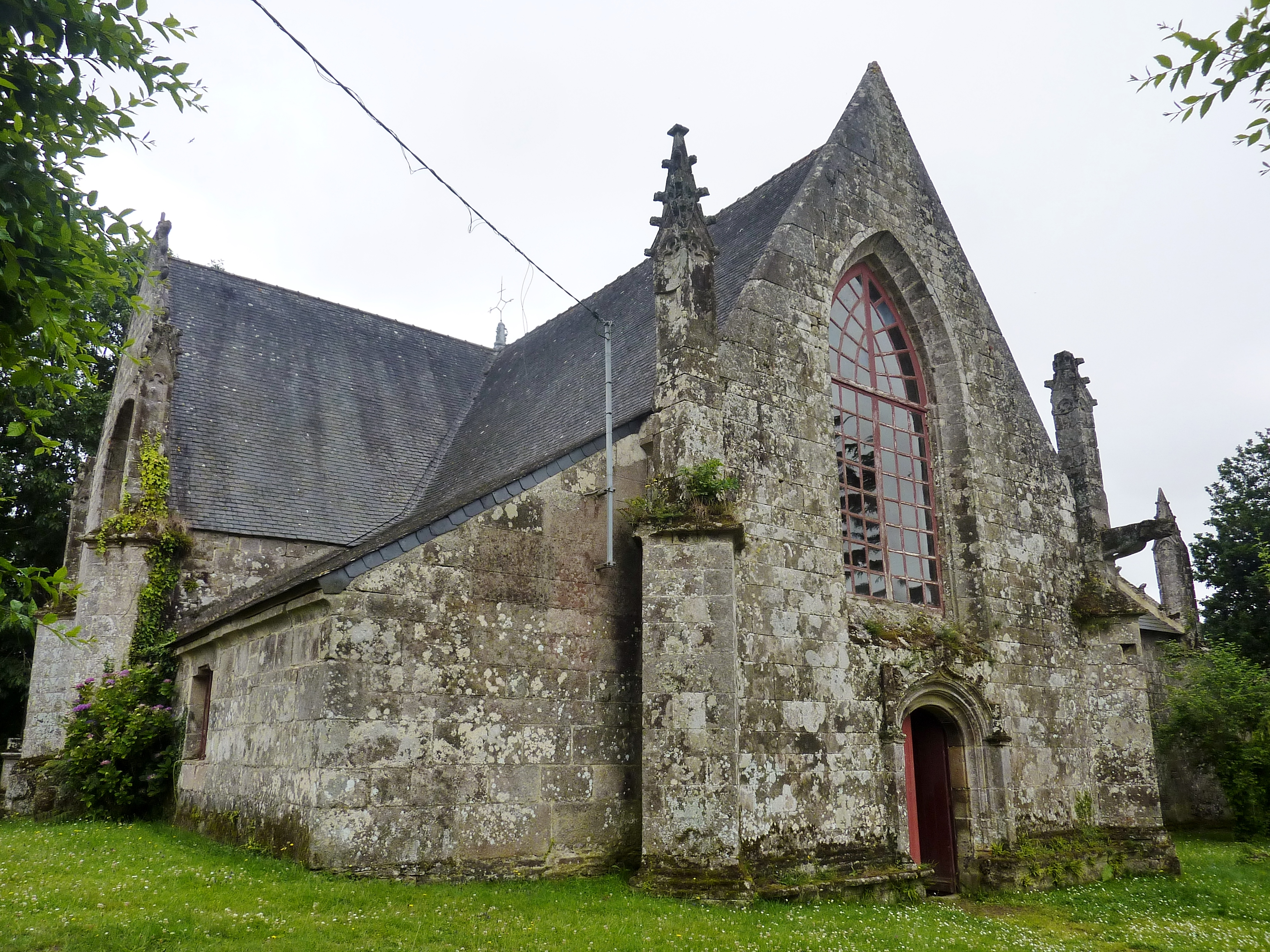
Chapelle de Saint-Nicolas-des-Eaux : vue extérieure d'ensemble.
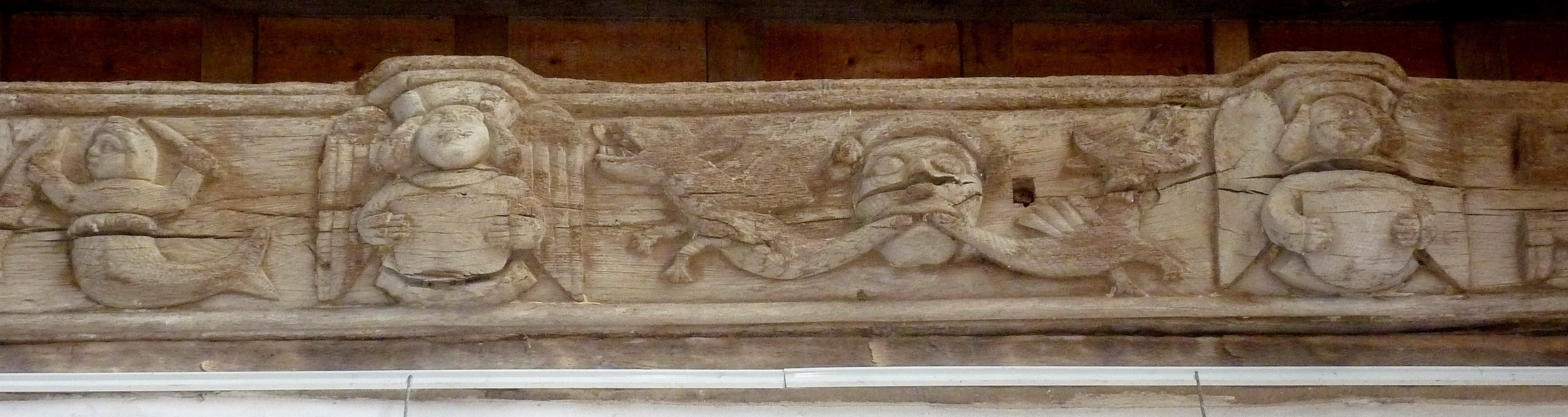
Chapelle de Saint-Nicolas-des-Eaux : sablière.
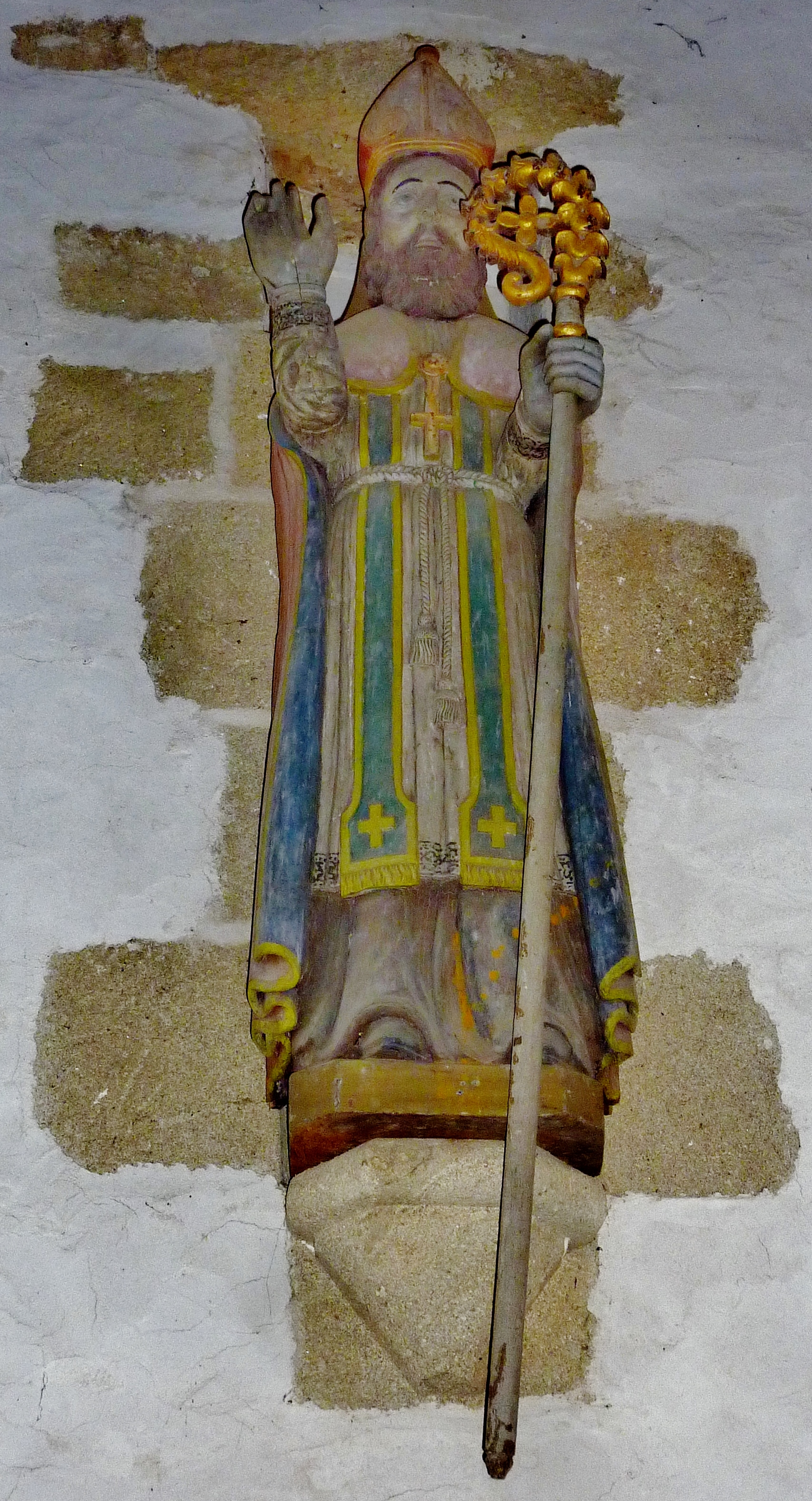
Chapelle de Saint-Nicolas-des-Eaux : statue de saint Nicolas.
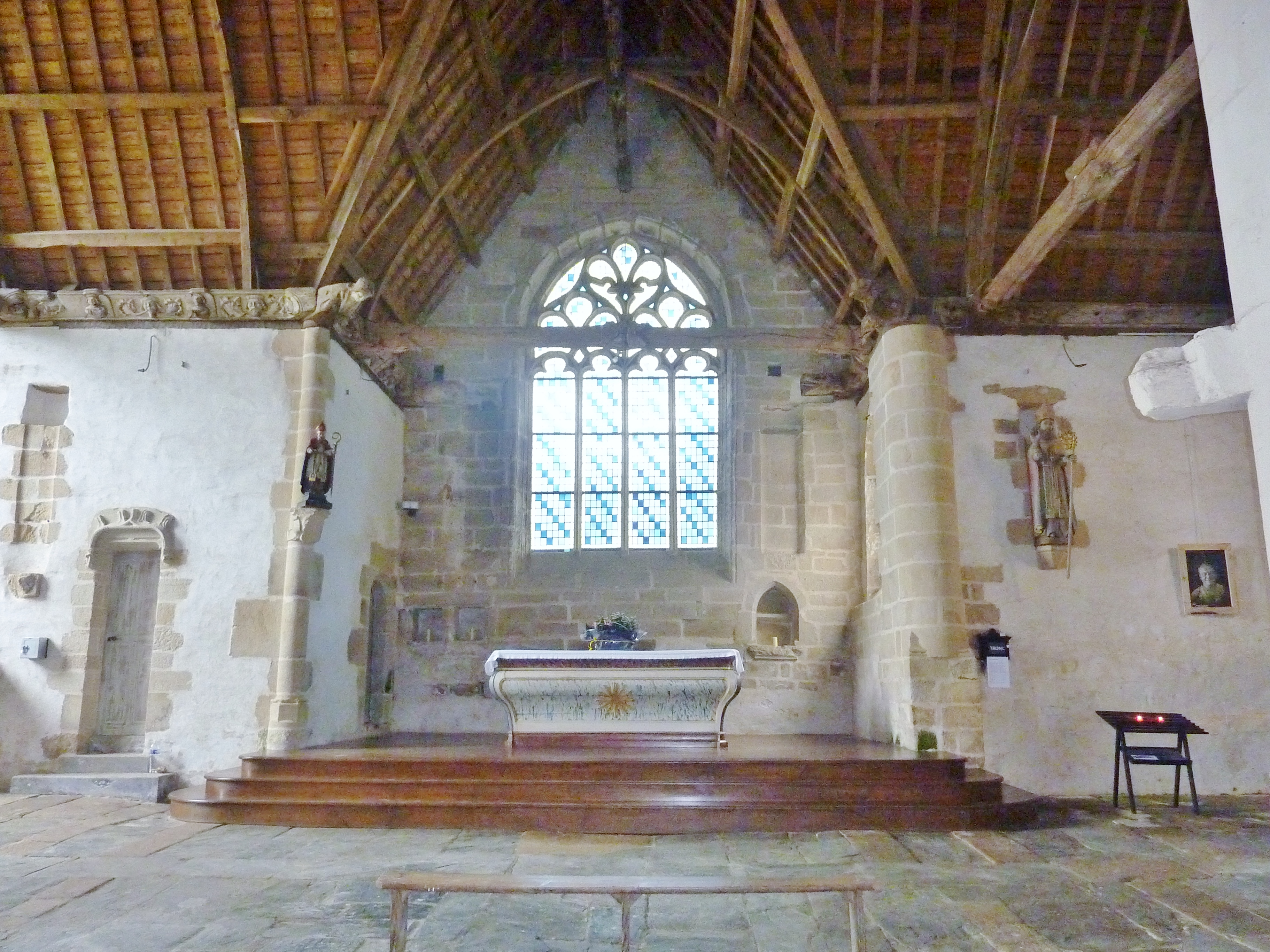
Chapelle de Saint-Nicolas-des-Eaux : le maître-autel.
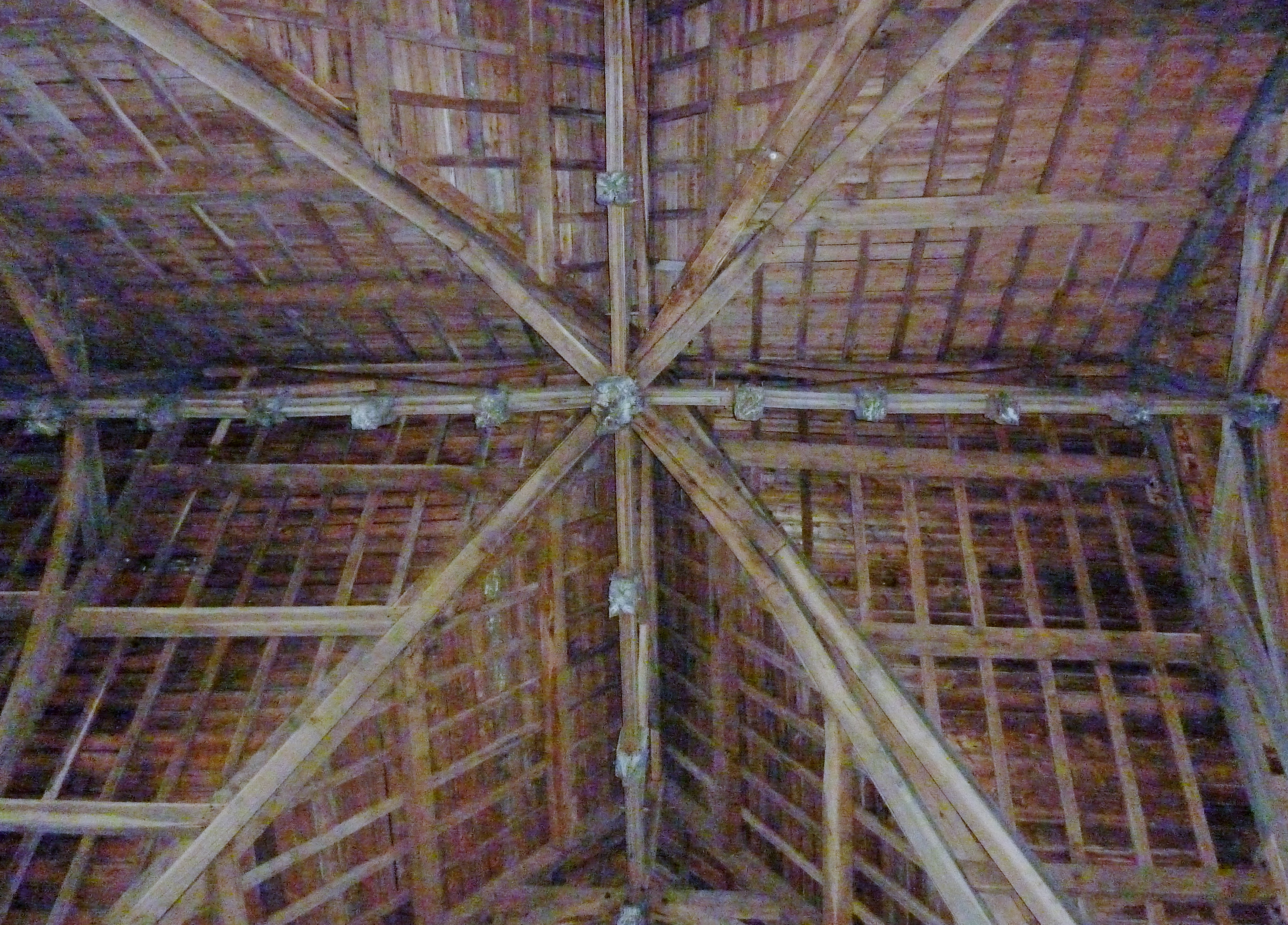
Chapelle de Saint-Nicolas-des-Eaux : charpente.